# Слатур
Слатур (ісл. Slátur) — страва ісландської кухні. Готується з нутрощів овець. Існує два види. Перший — кров'яний слатур — схожий на ірландську та англійську кров'янку. Другий — ліверний слатур — нагадує шотландський хагіс. Ісландський слатур не містить спецій, які використовують англійська та ірландська кухні. При приготуванні слатура використовується овеча кров, нутрощі вівці у вигляді фаршу або нарізані, дрібно нарізану цибулю, вівсянка, мускатний горіх, каєнський перець, чебрець, перець, сіль, молоко. Всією цією сумішшю набивається овечий шлунок. Після цього його дві-три години варять. Слатур вживають як в гарячому, так і холодному вигляді, а іноді його маринують в сироватці.